# Аниканов, Иван Михайлович
Ива́н Миха́йлович Аника́нов — советский хозяйственный, государственный и политический деятель.

## Биография
Родился в 1911 году в Бахмуте. Член КПСС с 1939 года.
С 1930 года — на хозяйственной, общественной и политической работе. В 1930—1970 гг. — сменный инженер-конструктор, заведующий электрогруппой, старший инженер проектно-технического отдела на оборонных заводах, секретарь парткомов на заводах в Барнауле и Харькове, в аппарате ЦК КПСС, заведующи йотделом партийных органов ЦК КПМ, секретарь ЦК КПМ, заместитель председателя Совнархоза Молдавской ССР, начальник Главного управления по энергетике и электрификации при Совмине Молдавской ССР.
Избирался депутатом Верховного Совета Молдавской ССР 4-го, 5-го, 7-го созывов.
Умер в Кишинёве в 1972 году.